# Eulepidotis selecta
Eulepidotis selecta är en fjärilsart som beskrevs av Dyar 1914. Eulepidotis selecta ingår i släktet Eulepidotis och familjen nattflyn. Inga underarter finns listade i Catalogue of Life.